# Малая Вороньега
Малая Вороньега (устар. Малая Ворон-Ега) — река в Тюменской области России. Устье реки находится в 7 км по правому берегу реки Вороньега. Длина реки составляет 16 км.

## Данные водного реестра
По данным государственного водного реестра России относится к Иртышскому бассейновому округу, водохозяйственный участок реки — Иртыш от впадения реки Тобол до города Ханты-Мансийск (выше), без реки Конда, речной подбассейн реки — бассейны притоков Иртыша от Тобола до Оби. Речной бассейн реки — Иртыш.